# Danca Tago Mago
Danca Tago Mago – singel francuskiego zespołu muzycznego Kaoma, wydany w 1991 roku nakładem wytwórni płytowych Epic Records oraz Columbia Records. Za produkcję oraz aranżację singla odpowiedzialny był Jean-Claude Bonaventure.
Singel uzyskał status srebrnej płyty we Francji. Utwór dotarł do 3. miejsca na cotygodniowej liście przebojów Top Singles & Titres we Francji, 8. pozycji w zestawieniu MegaCharts w Holandii oraz 10. pozycji na flandryjskiej liście Ultratop 50 Singles w Belgii.

## Listy utworów i formaty singla
| 45 RPM 1. „Danca Tago Mago” (Remix Club) 2. „Danca Tago Mago” 3. „Danca Tago Mago” (Remix Radio) Promo 1. „Danca Tago Mago” |  | 7" Vinyl 1. „Danca Tago Mago” 2. „Danca Tago Mago” (Remix) Maxi-Single 1. „Danca Tago Mago” (Latine Soul Remix) 2. „Danca Tago Mago” |